# Diócesis de Doba
La diócesis de Doba (en latín: Dioecesis Dobana y en francés: Diocèse de Doba) es una circunscripción eclesiástica de la Iglesia católica en Chad. Se trata de una diócesis latina, sufragánea de la arquidiócesis de Yamena. Desde el 10 de diciembre de 2016 su obispo es Martin Waïngue Bani.

## Territorio y organización
La diócesis tiene 10 816 km² y extiende su jurisdicción sobre los fieles católicos de rito latino residentes en los departamentos de: La Nya y La Pendé en la región de Logone Oriental.
La sede de la diócesis se encuentra en la ciudad de Doba, en donde se halla la Catedral de Santa Teresa. 
En 2021 en la diócesis existían 12 parroquias.

## Historia
La diócesis fue erigida el 6 de marzo de 1989 con la bula Inter cetera del papa Juan Pablo II, obteniendo el territorio de la diócesis de Moundou.
El 28 de noviembre de 1998 cedió partes de su territorio para la erección por el papa Juan Pablo II de las diócesis de Goré (mediante la bula Diligentem sane curam) y Laï (mediante la bula Universalis in Ecclesia).
El obispo Michele Russo, por criticar en una homilía la gestión gubernamental de los recursos petroleros, fue expulsado de Chad en 2013 y tuvo que renunciar al gobierno pastoral de la diócesis.

## Estadísticas
Según el Anuario Pontificio 2022 la diócesis tenía a fines de 2021 un total de 109 523 fieles bautizados.
| Año                                                                             | Población            | Población | Población      | Sacerdotes | Sacerdotes    | Sacerdotes    | Bautizados por sacerdote | Diáconos permanentes | Religiosos | Religiosos | Parroquias |
| Año                                                                             | Bautizados católicos | Total     | % de católicos | Total      | Clero secular | Clero regular | Bautizados por sacerdote | Diáconos permanentes | Varones    | Mujeres    | Parroquias |
| ------------------------------------------------------------------------------- | -------------------- | --------- | -------------- | ---------- | ------------- | ------------- | ------------------------ | -------------------- | ---------- | ---------- | ---------- |
| 1990                                                                            | 80 211               | 443 900   | 18.1           | 24         | 6             | 18            | 3342                     |                      | 22         | 24         | 13         |
| 1999                                                                            | 56 544               | 297 816   | 19.0           | 27         | 16            | 11            | 2094                     |                      | 19         | 35         | 7          |
| 2000                                                                            | 58 258               | 297 816   | 19.6           | 26         | 12            | 14            | 2240                     |                      | 20         | 38         | 7          |
| 2001                                                                            | 61 994               | 313 798   | 19.8           | 24         | 11            | 13            | 2583                     |                      | 19         | 33         | 7          |
| 2002                                                                            | 63 132               | 343 798   | 18.4           | 27         | 13            | 14            | 2338                     |                      | 20         | 37         | 7          |
| 2003                                                                            | 64 196               | 350 798   | 18.3           | 29         | 11            | 18            | 2213                     |                      | 24         | 38         | 10         |
| 2004                                                                            | 65 320               | 352 800   | 18.5           | 26         | 15            | 11            | 2512                     |                      | 19         | 47         | 10         |
| 2006                                                                            | 68 456               | 379 565   | 18.0           | 37         | 13            | 24            | 1850                     |                      | 32         | 46         | 10         |
| 2013                                                                            | 98 700               | 468 000   | 21.1           | 23         | 9             | 14            | 4291                     |                      | 24         | 52         | 12         |
| 2016                                                                            | 97 377               | 504 313   | 19.3           | 22         | 10            | 12            | 4426                     |                      | 22         | 40         | 12         |
| 2019                                                                            | 94 943               | 473 804   | 20.0           | 26         | 12            | 14            | 3651                     |                      | 23         | 42         | 12         |
| 2021                                                                            | 109 523              | 493 419   | 22.2           | 28         | 17            | 11            | 3911                     |                      | 20         | 45         | 12         |
| Fuente: Catholic-Hierarchy, que a su vez toma los datos del Anuario Pontificio. |                      |           |                |            |               |               |                          |                      |            |            |            |

## Episcopologio
- Michele Russo, M.C.C.I. † (6 de marzo de 1989-30 de enero de 2014 renunció)
  - Sede vacante (2014-2017)[nota 1]
- Martin Waïngue Bani, desde el 10 de diciembre de 2016